# Robert Preston
Robert Preston Meservey (Newton, 8 juni 1918 - Montecito, 21 maart 1987) was een Amerikaans acteur. Hij werd in 1983 genomineerd voor een Academy Award voor zijn bijrol als Carole 'Toddy' Todd in de muziekkomedie Victor Victoria. Zes andere filmprijzen werden Preston daadwerkelijk toegekend, waaronder een National Board of Review Award. Daarbij won hij de Tony Award voor beste musicalacteur zowel in 1958 (voor The Music Man) als 1967 (voor I Do! I Do!).
Preston maakte in 1938 zijn film- en acteerdebuut als Robert MacArthur in het gijzeldrama King of Alcatraz. Het bleek de eerste van 44 filmrollen voor hem, 52 inclusief die in televisiefilms. Daarnaast speelde hij in vijftien stukken in het theater.
Preston trouwde in 1940 met actrice Catherine Craig. Ze bleven samen tot hij overleed aan longkanker.

## Filmografie
*Exclusief acht televisiefilms
| - The Last Starfighter (1984) - Victor Victoria (1982) - S.O.B. (1981) - Semi-Tough (1977) - Mame (1974) - Child's Play (1972) - Junior Bonner (1972) - All the Way Home (1963) - Island of Love (1963) - How the West Was Won (1962) - The Music Man (1962) - The Dark at the Top of the Stairs (1960) - The Last Frontier (1955) - Face to Face (1952) - My Outlaw Brother (1951) - Best of the Badmen (1951) - When I Grow Up (1951) - Cloudburst (1951) - The Sundowners (1950) - The Lady Gambles (1949) - Tulsa (1949) - Whispering Smith (1948) | - Blood on the Moon (1948) - Big City (1948) - Wild Harvest (1947) - The Macomber Affair (1947) - Night Plane from Chungking (1943) - Star Spangled Rhythm (1942) - Wake Island (1942) - This Gun for Hire (1942) - Reap the Wild Wind (1942) - Pacific Blackout (1941) - Night of January 16th (1941) - New York Town (1941) - Parachute Battalion (1941) - The Lady from Cheyenne (1941) - Moon Over Burma (1940) - North West Mounted Police (1940) - Typhoon (1940) - Beau Geste (1939) - Union Pacific (1939) - Disbarred (1939) - Illegal Traffic (1938) - King of Alcatraz (1938) |

- Bibsys: 1542227321896
- Biblioteca Nacional de España: XX1279525
- Bibliothèque nationale de France: cb13898658q (data)
- Gemeinsame Normdatei: 134488466
- International Standard Name Identifier: 0000 0001 1702 1789
- Library of Congress Control Number: n83200723
- MusicBrainz: 2e1e727e-c720-479a-9987-e90f696ae53b
- Nationale Bibliotheek van Israël: 987007434160405171
- Nederlandse Thesaurus van Auteursnamen: 074422596
- SNAC: w6446dwb
- Système universitaire de documentation: 070487189
- Virtual International Authority File: 122029155
- WorldCat: E39PBJyMb4b9pjPrTVgHF8kMT3